# Parafia św. Antoniego w Zdzieszowicach
Parafia Świętego Antoniego w Zdzieszowicach – rzymskokatolicka parafia dekanatu Leśnica. Parafia została założona w 1922 roku. Stary kościół parafialny został wybudowany w 1920, nowy kościół został wybudowany w latach 1935–1937. Mieści się przy ulicy Pokoju.

## Proboszczowie
- ks. Fryderyk Czernik (1929–1947)
- ks. Alfons Kuska (1947–1975)
- ks. Antoni Komor (1975–2014)
- ks. Ryszard Michalik (2014–2016)
- ks. Marian Saska (od 2016)

## Wspólnoty parafialne
- Służba liturgiczna
- Dzieci Maryi
- Rada parafialna
- Papieskie Dzieło Misyjne Dzieci
- Parafialny Zespół Caritas
- Żywy Różaniec
- Wspólnota Modlitewna Matek
- Klub Inteligencji Katolickiej
- Franciszkański Zakon Świeckich
- Krąg biblijny
- Nadzwyczajni szafarze Komunii Świętej
- Schola

## Galeria

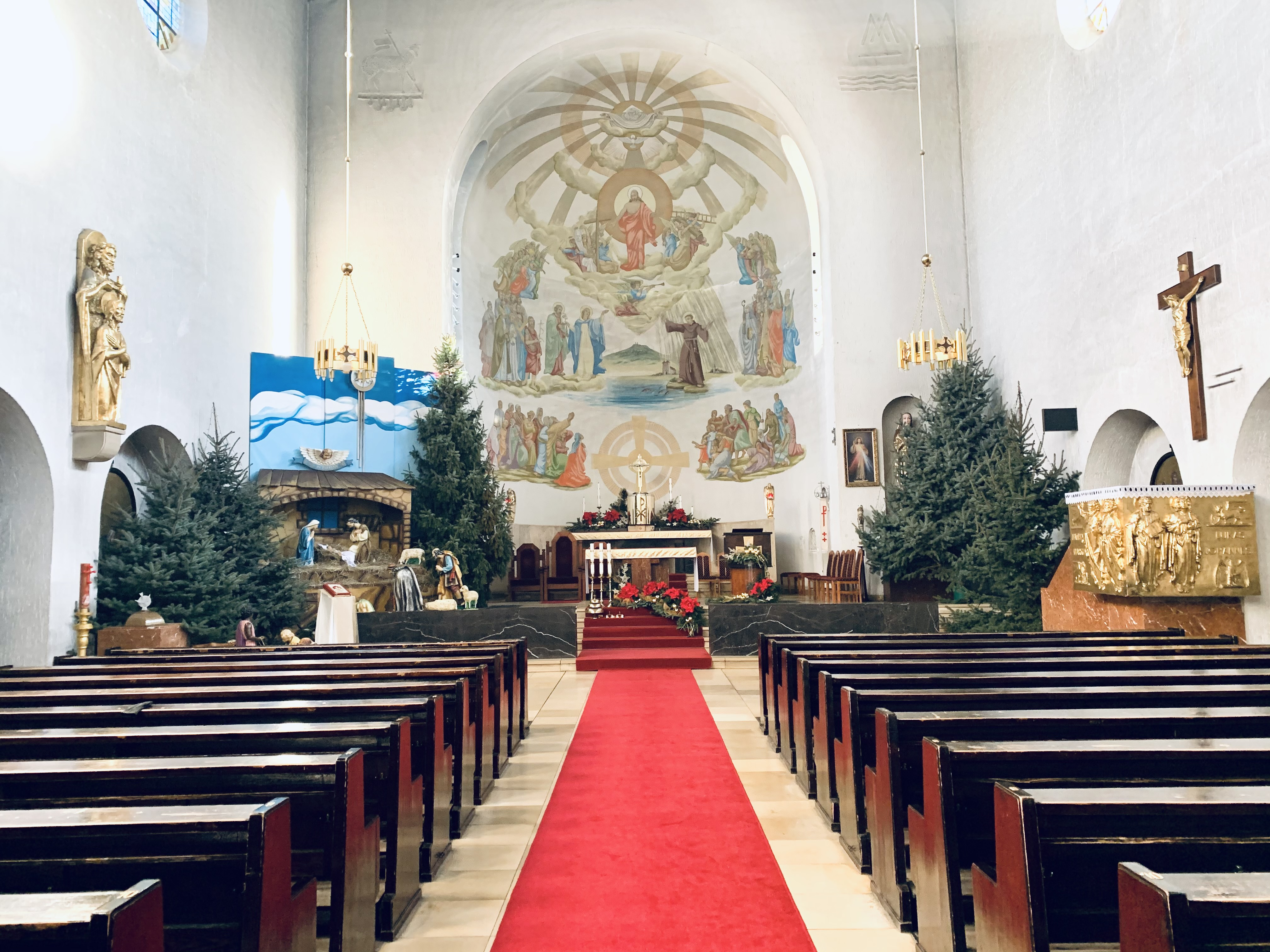
Nawa główna
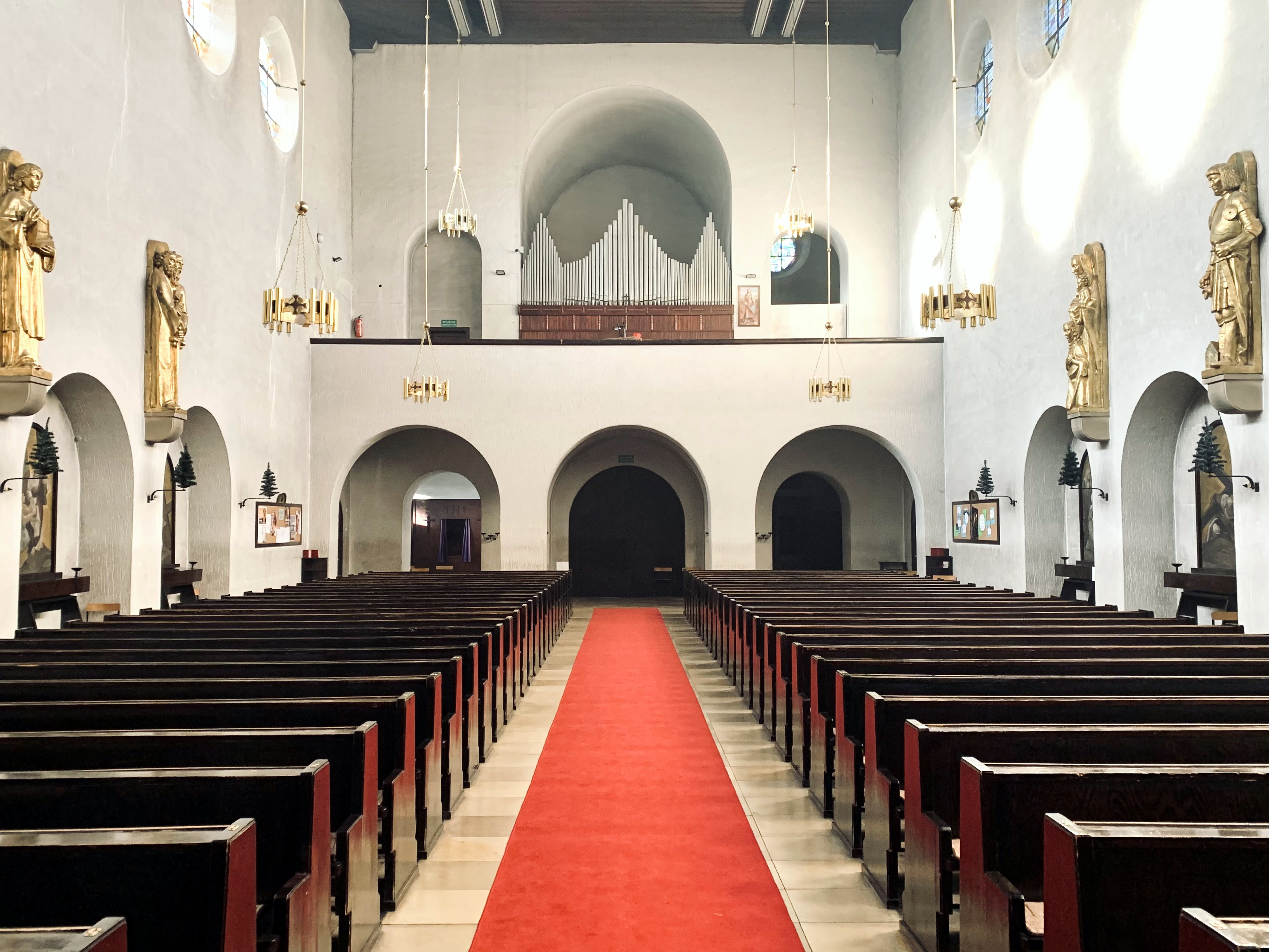
Widok na chór
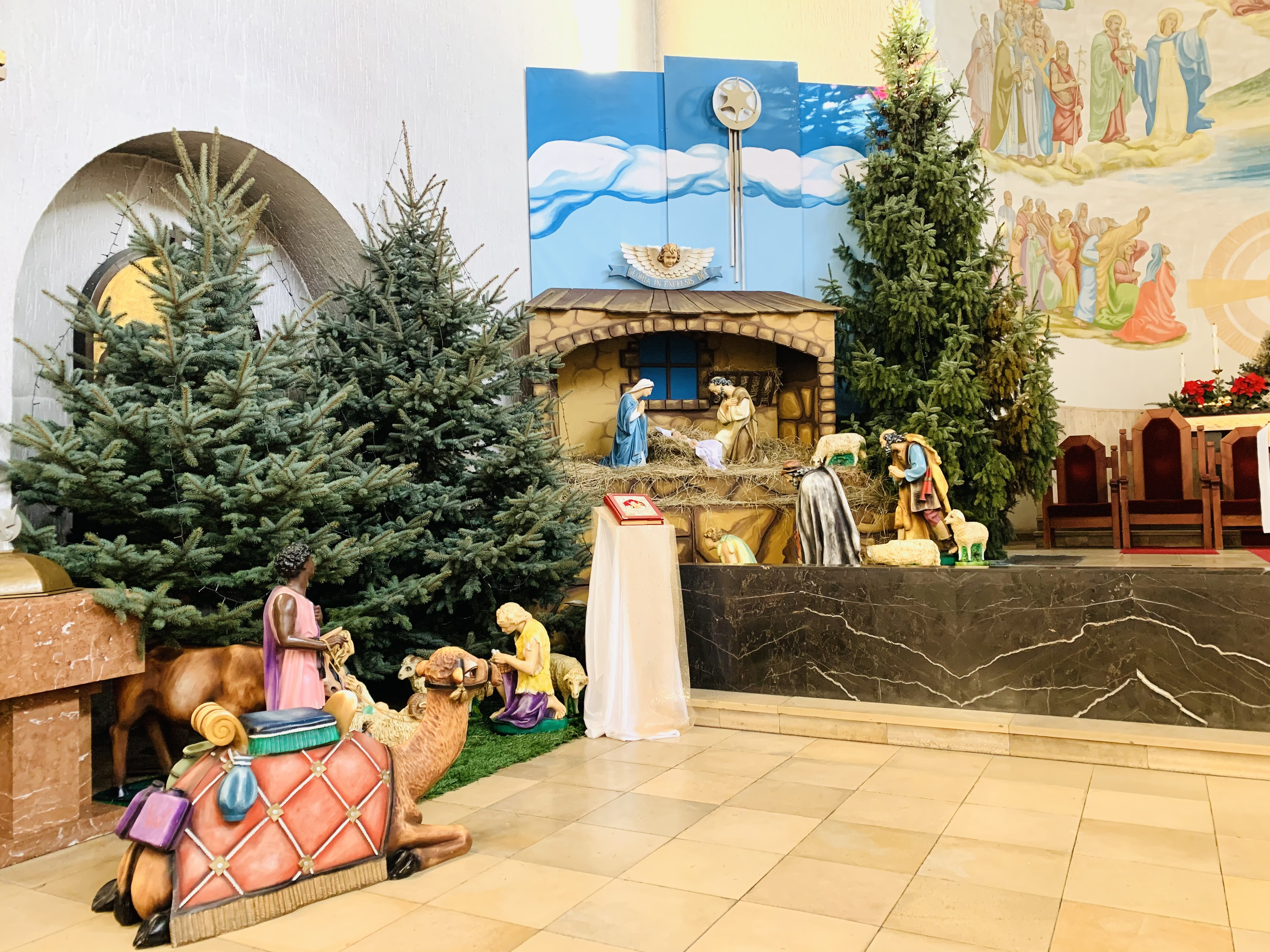
Stajenka